# Dichiseni
Dichiseni est une commune roumaine située dans le județ de Călărași.